# 阿頓
阿頓（Aten）在埃及神话裏，是太陽神的一種，是世界的創造者。埃及法老阿蒙霍特普四世（阿肯那頓）在埃及宗教中引入了阿頓神，並借此開展一場只可崇拜阿頓神的改革。但是這場改革過於激烈，不符合民情，以失敗告終。

## 相關信仰的發展史
阿頓形象的原型是阿吞（Aton）的形象，阿吞神原本被視為拉神的另一種型態。阿蒙霍特普四世法老的父親阿蒙霍特普三世法老最初提倡單神論，專注於崇拜阿吞神，但在阿蒙霍特普四世法老繼位後，他的看法漸趨激進，演變成獨神論，即認為有一位神祇與其他神祇在本質上完全不同，但沒有否定其他神祇的存在性，而阿吞神的形象變成阿頓神的形象，阿頓派於埃及教當中開始得勢，並且排斥其他教派，不久之後, 阿頓神的崇信者正式脫離埃及教，創立了阿瑪納教，與埃及教分庭抗禮，隨後阿肯那頓法老宣佈，對其他神祇的崇拜的宗教受到禁止，這促使對於阿頓神的信仰在國內盛極一時。

### 政治效果與消亡
一些歷史學家認為只有阿肯那頓法老及其妻子可以直接崇拜阿頓神，法老被視為凡人與神祇之間唯一的中介人，國民只可以通過他來實踐此一宗教信仰，因此阿肯那頓改革的目標也被認為是提升君權的地位以抗衡教權。起初阿肯那頓法老還允許人們把阿頓神的形象雕刻成日輪，但到了後來甚至連這種行為也被禁止，理由是阿頓神被認為超然於祂的所造物，其形象不應被雕刻出來，否則便屬於偶像崇拜。在阿肯那頓法老去世之後，阿瑪納教的勢力迅速減弱，雖然對於阿頓神的信仰沒有受到禁止，但是仍然逐漸受到忽視。在埃及教重新得勢後，阿吞神如最初一樣被歸類為諸神中的一位，失去了凌駕於其他神祇之上的地位，阿蒙神的地位則被大幅提升。再後來，為了防止阿頓神的崇信者勢力死灰復燃，進一步把阿肯那頓改革的相關歷史記載從史冊上被完全抹除，標誌着阿瑪納教徹底消亡，直到近代，考古學家逐漸發現古埃及文明的遺跡後，這段歷史才重見天日。

## 形象
與埃及教神話中的其他神祇不同，阿頓神沒有人形，而被認為是日輪，古石刻中顯示阿頓神的形象是一個連帶著很多隻幼長手臂的球形物體。

## 與猶太教教義中的獨一真神形象之間的關係
著名心理學家西格蒙德·佛洛伊德宣稱摩西先知所開創的猶太教源自於阿瑪納教和米甸教之間的結合，但宗教學家大多認為這個說法缺乏根據性，現今歷史學家普遍否定這個說法的正確性。
一些神學家如C·S·路易斯曾討論過阿肯那頓法老所創作的讚美詩與猶太教聖典《希伯來聖經》中的《詩篇》第一百零四篇之間的相似之處。大部份歷史學家否認它們之間存在關聯，但小部份宗教學家認為阿肯那頓法老所創作的讚美詩影響了《詩篇》第一百零四篇的風格，或者兩者均源自於近東本土宗教 更古老的同一篇文獻，然而這些説法大多缺乏足夠的證據。現今考古學家仍在研究兩者之間的關係。

## 於流行文化中的出現
游戏王的七个千年神器之一的千年智慧轮來自於阿頓神的形象。